# 互联网工程任务组
互联网工程任务组（英語：Internet Engineering Task Force，縮寫：IETF）是一个开放的标准组织，负责开发和推广自愿互联网标准（Internet Standard，英文缩写为STD），特别是构成TCP/IP协议族（TCP/IP）的标准。 它没有正式的会员资格或会员资格要求。 所有参与者和经理都是志愿者，尽管他们的工作通常由雇主或赞助商资助。
互联网工程任务组（IETF）最初是作为一项由美国联邦政府支持的活动开始的，但自1993年以来，它在互联网协会（Internet Society，ISOC,一个国际会员制非营利组织）的支持下作为标准制定职能运作。

## 组织
互联网工程任务组（IETF）的组织形式主要是大量负责特定议题的工作组，每个都有一个指定主席（或者若干副主席）。工作组再用主题组织为领域（area）；每个领域都有一个领域指导（area director，AD），大多数领域还有两个副AD；AD任命工作组主席。AD和IETF主席构成Internet Engineering Steering Group（IESG），负责IETF的整体运作。

## 历史
1990年代以前，IETF曾为计算机出版界所宠爱。它宣称自己与迟钝、嘈杂的ISO和ITU-T的官僚作风比较，将是更敏捷、虚心和开放的标准化实体。不幸的是，IETF在1980年代的效率不过是它相对规模较小的自然结果，之后便消失了。
1993年，大多数观察者清楚地发现，互联网正在成为下一个超级交流媒介；而与之竞争的OSI项目失败了。突然间，所有有点技术知识的家伙都试图通过参加IETF在计算机历史上留下一笔。工作组规模扩张，导致其效率降低。
IETF的问题中最恶名远扬和被充分记录的，可能是发生在蒂姆·伯纳斯-李任万维网联盟（World Wide Web Consortium，W3C）领导人期间，他试图个人领导Web标准的发展。按照他后来在《一千零一網》（Weaving the Web）一书的说法，在经历太多的每个人都想表述对自己的创新的未来的看法的IETF会议而又无所作为后，他失败了。
2003年和2004年，IETF主席Harald Alvestrand进行了适度的制度改革，以适应这样一个事实：IETF已经是一个庞大而成熟的标准化组织，不再是小小的特别工作组。

## IETF历届主席
互联网工程任务组(IETF)主席由提名委员会（NomCom）程序选出，任期为2年。1993年之前，IETF主席是被互联网架构委员会（IAB）选择的。
以下是IETF过去和现任主席的清单：
- Mike Corrigan（英语：Mike Corrigan）（1986）
- Phill Gross（英语：Phill Gross）（1986-1993）
- 保罗·莫卡派乔斯(Paul Mockapetris)（1994-1995）
- Fred Baker（英语：Fred Baker）（1996-2001）
- Harald Tveit Alvestrand（英语：Harald Tveit Alvestrand）（2001-2005）
- Brian Carpenter（英语：Brian Carpenter）（2005-2007）
- Russ Housley（英语：Russ Housley） (2007–2013)
- Jari Arkko（英语：Jari Arkko） (2013–2017)
- Alissa Cooper（英语：Alissa Cooper） [5](2017- )